# うまプロ!
『うまプロ!』は、フジテレビ系列ほか、東日本地区で2010年1月9日から2011年12月24日まで毎週土曜25:05 - 25:35 に放送されていた競馬バラエティ番組である。かつて同局で放送されていた『うまなりクン』、『あしたのG』、『うまッチ!』、『うまなで〜UMA to NADESHIKO〜』、『みんなのウマ倶楽部』の系譜を継ぐ東日本地域向けの競馬バラエティ番組である。ハイビジョン形式での放送となっている。

## 出演者

### レギュラー
PRAプロデューサー
- おぎやはぎ（小木博明・矢作兼）

PRAアシスタントプロデューサー
- 篠田麻里子（当時AKB48）

AD
- 芹那（当時SDN48）（2011年1月8日 - 2011年12月24日）

みんなのKEIBA SATURDAY メインキャスター
- 優木まおみ （2011年1月15日 - 2011年12月24日）

### 過去のレギュラー
PRAデスク
- 壱岐尾彩花 （2010年1月9日 - 12月18日）

#### 出演者に関する特記事項
- MC陣では、おぎやはぎのみが前番組から引き続きの出演となった。

## 主な企画
競馬応援ソングプロデュース
小木の発案による企画。応援ソングを作ろうと後輩芸人である角田晃広（東京03）に依頼したが、「DERBY HORSE」というタイトルでGReeeeNの「キセキ」の替え歌を作っただけだった。
競馬場ドリンクプロデュース
アメリカ、チャーチルダウンズ競馬場で行われるケンタッキーダービーで、およそ10万人が飲むというミント・ジュレップ、そんなミント・ジュレップの日本版を、全ての人が楽しめるソフトドリンクでプロデュースしようというのが矢作のプロデュース案。ダイヤモンドステークス当日に、東京競馬場で1000杯限定で販売される事が決まった、小木、矢作、篠田がそれぞれ考えたオリジナルドリンクをJRA職員による人気投票の結果、フルーツをふんだんに使った篠田のミックスジュース風ドリンクが販売される事になった。そこで当日にレギュラーが200杯お客さんの前で売ることが出来たが小木は一人だけ別行動で、納豆やニンニクをたっぷり使った小木特製激マズドリンクを持って東京競馬場に来ており、『みんなのKEIBA』出演者に飲ませていた。篠田考案のミックスジュース風ドリンクは無事完売している。
新潟記念をプロデュース
2010年8月29日開催の新潟記念（新潟競馬場）で番組オリジナルかき氷を販売することになった。前回のドリンク同様、小木、矢作、篠田がそれぞれ考えたオリジナルかき氷の中から矢作の提案した「ニンジンかき氷」に決定。新潟記念当日は、小木、矢作、壱岐尾が直接販売にあたった。篠田は24時間テレビ33（日本テレビ）出演と重なったため欠席。
競馬場名物スープをプロデュース
競馬場オリジナルフードの第3弾。小木、矢作、篠田がそれぞれ提案したオリジナルスープから篠田のカレースープが選ばれ、2010年12月12日開催のカペラステークス当日の中山競馬場で、小木、矢作、壱岐尾が直接販売にあたった。考案者の篠田は別の仕事と重なっていたため欠席。
第2の井崎脩五郎をプロデュース
「第2の井崎脩五郎」を目指し、数名の予想家が交互にレース結果の予想をしてその収支金額を競う。
本コーナーのみ放送日当日の撮って出しであるがレギュラー陣は出演しない。
2010年9月14日放送回よりSEASON1参加者の中から選ばれた4名が競い合うSEASON2が始まる。
2010年12月18日の放送をもって終了。
マリコレ
番組のエンディングで行うコーナー。（当初は毎週行われていたが、現在は不定期）
篠田がこれまでの名馬に騎乗した騎手の勝負服を着てファッションショーのように紹介する。
最後にその勝負服にちなんだ質問に答える。
U-1グランプリ
フジテレビ賞スプリングステークスをプロデュースしようと矢作の発案を基に篠田が賛同、開催が決定した。負けたら終わりの一発勝負、第一回はスプリングステークス当日に中山競馬場で決勝を行った。
| 回数   | 開催日        | 優勝者       | 決勝進出者                                                                      | 予選敗退者                               | 決勝開催場所             | 決勝当日メインレース |
| ------ | ------------- | ------------ | ------------------------------------------------------------------------------- | ---------------------------------------- | ------------------------ | -------------------- |
| 第1回  | 2010年3月21日 | 重政豊       | どきどきキャンプ 髭男爵 エレファントジョン 重政豊                               | ゆってぃ 磁石 ななめ45° エルシャラカーニ | 中山競馬場メディアホール | スプリングステークス |
| 第2回  | 2010年6月6日  | マシンガンズ | 川島明（麒麟） ななめ45° インスタントジョンソン マシンガンズ 三拍子（敗者復活） | 響 三拍子 田上よしえ 鉄拳                | 東京競馬場パドック       | 安田記念             |
| 特別編 | 2011年1月8日  | ななめ45°    | 響 HEY!たくちゃん ななめ45° ナイツ                                              | -                                        | フジテレビスタジオ       | -                    |

小木博明競馬実況挑戦企画
前番組から引き続きの企画
これをきっかけにC-1グランプリが始まった。
C-1グランプリ（競馬実況芸人No.1決定戦）
お笑い芸人が過去のレースの実況を行いナンバー1を決める。
| 回数             | 放送日                                 | 優勝者                | その他参加者                                                        | 備考 |
| ---------------- | -------------------------------------- | --------------------- | ------------------------------------------------------------------- | --- |
| 第1回            | 2010年 7月10日（前半） 7月17日（後半） | 土屋伸之（ナイツ）    | 小木博明 久保孝真（三拍子） 長友光弘（響） 岸学（どきどきキャンプ） | - |
| 番外             | 8月21日                                | 小木博明              | 土屋伸之                                                            | 新潟記念（8月29日開催）での副音声実況を賭けた小木のリベンジマッチ |
| 第2回            | 9月18日（前半） 9月25日（後半）        | 岡安章介（ななめ45°） | 小木博明 久保孝真 土屋伸之 原口あきまさ                             | - |
| 第3回            | 10月16日                               | 小木博明              | 岡安章介 竹山隆範（カンニング）                                     | 秋華賞 前夜祭 |
| 第4回            | 10月23日                               | HEY!たくちゃん        | 小木博明 岸学 土屋伸之                                              | 天皇賞・秋 前夜祭 |
| 番外             | 11月20日                               | -                     | 岸学                                                                | 「失格なら登録抹消 どきキャン岸 実況審査」 第4回で行った実況が酷かったため、3つのレースの実況を小木と土屋が審査して失格ならば番組出演できなくなるというドッキリ企画。        |
| チャンピオン大会 | 11月27日（前半） 12月4日（後半）       | 土屋伸之              | 岡安章介 小木博明 HEY!たくちゃん                                    | 第1回から第4回までの優勝者から年間チャンピオンを決定 |
| 番外             | 2011年 2月19日                         | -                     | 長友光弘                                                            | 「響・長友 不合格なら登録抹消 抜き打ち 実況審査」 第1回で行った実況が酷かったため、3つのレースの実況を小木と土屋が審査して失格ならば番組出演できなくなるというドッキリ企画。 |

N-1グランプリ（競馬ナレーション芸人No.1決定戦）
お笑い芸人がそれぞれ監修した名馬VTRのナレーションでナンバー1を決める。
| 回数             | 放送日                                   | 優勝者                   | その他参加者                           | 備考                                  |
| ---------------- | ---------------------------------------- | ------------------------ | -------------------------------------- | ------------------------------------- |
| 第1回            | 2010年 12月11日（前半） 12月18日（後半） | 川島明                   | 小木博明 土屋伸之 長友光弘             | -                                     |
| 第2回            | 2011年 2月5日（前半） 2月12日（後半）    | 川島明                   | 小木博明 岸学 ヒデ（ペナルティ）       | -                                     |
| 第3回            | 3月19日（前半） 3月26日（後半）          | 土屋伸之                 | 小木博明 カンニング竹山 キャプテン渡辺 | 優勝者は2連勝中の川島への挑戦権を獲得 |
| タイトルマッチ   | 5月14日                                  | 土屋伸之                 | 川島明                                 | 川島と土屋の直接対決による王者決定戦  |
| 第4回 （新馬戦） | 8月20日（前半） 8月27日（後半）          | 渡部建（アンジャッシュ） | 岡安章介 小木博明 髭男爵               | 特別審査員:土屋伸之                   |

ディープインパクト長男の馬名命名
小木がディープインパクトの子に名前を付けたいと提案したことから始まった企画。当初は宛があったわけではなかったが、その後馬主側から申し出があり実現した。
2010年4月に篠田が下河辺牧場を訪れてビーフェアーの08を激励。この馬の命名権を臼田浩義オーナーから番組を通して募集するに当たり、司会者3人は次のような馬名案を披露した。
- 篠田「フェアープライド」
- 小木「ゼッタイクル」
- 矢作「セカンドインパクト」

その後視聴者投票を実施した結果、篠田の案「フェアープライド」が1位票を得て採用された。
2010年10月24日京都競馬場でデビュー。結果は7着。
2011年4月23日京都競馬場で3戦目にして初勝利。
ディープインパクトの娘の馬名命名
長男の命名争いに敗れた小木が下河辺牧場を訪れ、ビッグハッピーの08の命名を直接交渉して獲得した。
おぎやはぎの二人の相談により「ハッピーグラス」に決定。
2010年10月31日京都競馬場でデビュー。結果は2着。
2010年11月27日京都競馬場で2戦目にして初勝利（2頭同着）。
キングカメハメハの娘の馬名命名
下河辺牧場から直接篠田が指名され、カーラパワーの2009を命名することになった。
「レイカーラ」に決定。（2011年7月30日放送）
クロフネの娘の馬名命名
篠田に対抗して小木が下河辺牧場に直接交渉し、おぎやはぎがゴールデンベルの2009に命名することになった。
「スマイルグラス」に決定。（2011年8月27日放送）
「週刊Gallop」をプロデュース
篠田の写真で表紙に飾るオファーを編集部より受け、カメラマンとして小木と矢作のどちらが務めるか対決した。篠田をモデルとしてそれぞれが撮影した写真を携帯サイトからダウンロードされた数で競った結果、矢作に決定。2010年4月25日号の表紙を飾った。
1回目が好評だったことから「エリザベス女王杯（2010年11月14日）」号の表紙のオファーがあり、前回同様、携帯サイトの写真のダウンロード数でカメラマンを決定。小木、角田（東京03）、土屋（ナイツ）の中から最も多くダウンロードされた小木が撮影権を獲得。矢作は殿堂入りとなり不参加。
好き馬投票券
同局の『とんねるずのみなさんのおかげでした』の「新・食わず嫌い王決定戦」をモチーフにした企画。
二人の競馬好き芸人が小木チームと矢作チームに分かれてそれぞれが3頭の好きな競走馬を提示し、好きな所や蘊蓄を語り合うことにより対戦相手が本当は嫌いな馬を探り当てる。篠田が進行役を務める。
炎の1点勝負
本人には事前に知らせず、競馬場ロケの最中にドッキリ企画として発表。1点買いで100万円を当てさせるという企画。
- 『AKBのニューシングル1位獲得に協力しよう 目指せ帯封! 小木 炎の1点勝負』（2010年7月3日放送）

発売したてのAKB48のCD『ポニーテールとシュシュ』の1位獲得に協力しようという名目で行われた。
「目黒記念」にて。結果は外れて馬券代7万円の赤字。
CDランキングは企画とは無関係にオリコン週間チャート初登場1位であった。
- 『目指せ100万円! シーマリの写真集を1位に! 小木 炎の自腹1点勝負』（2010年11月13日放送）

篠田の写真集『麻里子』のランキングが僅差で3位 であったため、1位にしようという名目で行われた。
「アルゼンチン共和国杯」にて。結果は外れて馬券代4万円の赤字。
- 『目指せ100万円! 響・長友 炎の自腹1点勝負』（2011年1月15日放送）

「カペラステークス」にて。結果は外れて馬券代15万円の大赤字。
- 『目指せ100万円! ななめ45° 岡安 炎の自腹1点勝負』（2011年2月26日放送）

「共同通信杯」にて。結果は外れて馬券代11万円の大赤字。
- 『目指せ100万円! カンニング竹山 炎の自腹1点勝負』（2011年6月5日放送）

「むらさき賞」にて。企画史上最高額の20万円賭けを行い、奇跡の的中。オッズ6.7倍=134万円を獲得し、本当にJRAの帯封つき100万円を手にすることができた。しかし、フジテレビへの借金100万円、超過分はおぎやはぎ・芹那が取るというルールにより14万円が減らされ、結局元手の20万しか残らなかった。
競馬クイズ王決定戦
競馬を愛する芸人の中で誰が一番競馬に精通しているかを競馬に因んだクイズで決めるという企画。
放送日:2011年1月22日・29日
参加者:小木・川島・土屋・長友 （太字は優勝者）
競馬革命2011 競馬の音をプロデュース!
競馬の様々な音を変えたらどうなるのか、馬好きの参加者がそれぞれが推奨する音を当てはめてみて検証する。
変える音
1. 本馬場入場
2. ファンファーレ
3. スタート
4. 馬の脚音
5. ウイニングラン

- 第1回

放送日:2011年3月5日（前半）・4月16日（後半）
参加者:小木・矢作・篠田・川島・岸・土屋
1. Smoke on the Water / Deep Purple（土屋）
2. ファンファーレ / 20世紀フォックス（小木）
3. Main Title / サンダーバード（川島）
4. 波に咲く花 / 鼓童（小木）
5. バンザイ 〜好きでよかった〜 / ウルフルズ（川島）、Don't Want To Miss A Thing / エアロスミス（矢作）

- 第2回

放送日:2011年4月30日（前半）・5月7日（後半）
参加者:小木・矢作・篠田・ヒデ・岡安・角田・芹那
1. End Credits / ジョン・ウィリアムズ（芹那）
2. 闘志天翔 / 伊福部昭（ヒデ）
3. Fight For Your Right / ビースティ・ボーイズ（矢作）
4. I Fought The Law / ザ・クラッシュ（角田）
5. We Are The World / USA for AFRICA（篠田）

- 日本ダービー特別編

放送日:2011年5月28日
参加者:小木・矢作・篠田・ヒデ・キャプテン渡辺・芹那
1. End Credits / ジョン・ウィリアムズ（芹那）

翌日のみんなのKEIBAの生中継で流された。
- 第3回

放送日:2011年7月9日（前半）・7月16日（後半）
参加者:小木・矢作・篠田・長友・原口・安田美沙子
1. OPENING / 映画「少林サッカー」より（小木）
2. 戦闘のテーマ / 「ドラゴンクエストⅢ」より（安田）
3. SANPEI DAYS / 三瓶（篠田）
4. 世界をかえさせておくれよ / サンボマスター（長友）
5. I Will Always Love You / ホイットニー・ヒューストン（小木）

番組クリアファイル作製
みどりのマキバオーとコラボした番組クリアファイルを作成するため、作者であるつの丸に依頼した。（放送日:2011年3月19日）
2011年4月23日東京競馬場にて888名限定で配布された。
馬ドル発掘プロジェクト
小木プロデュースで未来の競馬界を担うアイドルを発掘するプロジェクト。矢作と篠田に黙って勝手に進めたようとしたが、二人は影でオーディションの様子をモニターしており、最後に審査に割って入って終了した。
放送日:2011年6月11日（前半）・6月18日（後半）
参加者
1. 佐藤唯
2. イザベル・マサボ
3. 椎名友希
4. 藤川京子

### 「うまクリ大作戦!～聖なる夜にKEIBA好きになろう～」
- 放送日

2010年12月25日 25:20 - 26:20 （12月26日 1:20 - 2:20）
- 出演者

MC
おぎやはぎ
生野陽子 （フジテレビアナウンサー）
スペシャルゲスト
大島優子 （AKB48）
篠田麻里子 （AKB48）
宮澤佐江 （AKB48）
- 放送内容

「ウマいい話グランプリ」
スペシャルゲストのAKB48を競馬好きにするため、プレゼンターとして小木・川島・竹山・土屋がそれぞれ競馬の魅力を語った。
AKB48の3名により川島が最も良かったと評価された。反対に最もつまらなかったと評価された小木は罰ゲームとしてニンジンをベースとした「味は保証できない超健康ドリンク」を飲まされた。
「AKBの聖なる競馬予想」
AKB48の3名が1997年の有馬記念のVTRを使ってプレゼンター4名のヒントを基に当時の勝ち馬を予想。
篠田が予想した馬が2位となり勝利し、希望の賞品を獲得した。

## スタッフ
- 構成 - 村上卓史、大野ケイスケ、天野敏宏
- TD/SW - 菊池謙
- CAM - 石井友幸
- VE - 松吉英明
- AUD - 野澤研二
- 照明 - 上瀧洋之
- 編集 - 小池克己、相澤太郎、小島嘉隆
- MA - 和光康彦、高橋司
- 音効 - 金子寛史、手塚正志、小澤利之
- 美術 - 阿部知宏
- 美術進行 - 林直樹
- デザイン - 齋田崇史
- 大道具 - 藤井雅人
- アクリル装飾 - 松本健
- CG - 畑野絵里、木本禎子
- ナレーター - 佐藤賢治
- 技術協力 - 共同テレビ、 共同エディット、産経映画社
- 制作協力 - スナッチ
- TK - 岡田紗代子
- 制作デスク - 長沢有希
- AD - 勝田祥子
- ディレクター - 三原以緒吏、福田和也、千葉朋寛、樋口修二、土倉広州、安倍洋平
- チーフディレクター - 高橋潤
- プロデューサー -岸原秀治

### 過去のスタッフ
- 照明 - 中村英二
- アクリル装飾 - 芦田知佳
- TK - 鈴木杏奈
- 制作デスク - 岡田雅世
- ディレクター - 児山昌平、陣川友裕、上岡慎二 ／ 矢野哲慈
- 総合演出 - 東園基臣